# Złotowiciowce

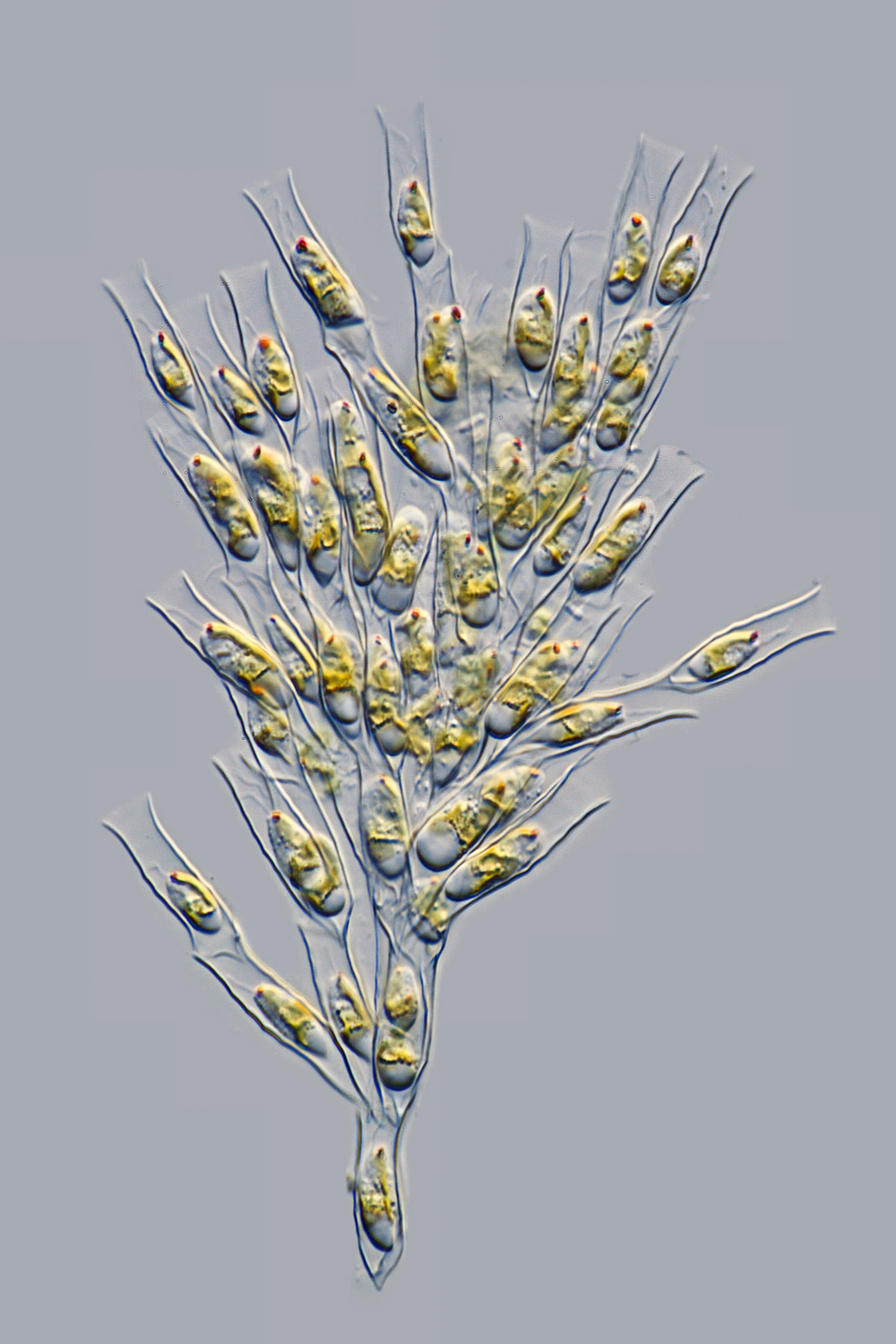
Kolonia Dinobryon divergens

Złotowiciowce, złotki (Chrysophyceae) – klasa glonów należących do gromady Chrysophyta nazywanej po polsku chryzofitami lub, tak samo jak klasa, złotowiciowcami, a z nią do grupy Stramenopiles, słodkowodne protisty roślinopodobne.
Słodkowodne jednokomórkowce występujące także w koloniach. Najczęściej w postaci monad z dwiema wiciami nierównej długości, choć także możliwe postacie ameboidalne i kolonijne. Barwniki – karotenoidy, chlorofile a i c, ksantofile (m.in. luteina i fukoksantyna). Jako materiały zapasowe służą tłuszcze i chryzoza (chryzolaminaryna). Tworzą specyficzne przetrwalniki – cysty. Cysty mają celulozową błonę. Cysty wegetatywne mają podobnie, jak komórki wegetatywne najczęściej jeden chromatofor. Inne cysty powstają po kopulacji gamet. Takie zygoty mają podwójną liczbę chromatoforów. Na chromatoforze może występować stigma.
Niektóre zdolne do metabolii. Kolonie dzięki synchronizacji ruchu wici są ruchliwe.
Zdolne do miksotrofii. Niektóre (np. Monas) utraciły chromatofory. Rozmnażanie wegetatywne przez podział lub pływki.

## Systematyka
Systematyka glonów jest zmienna. Według serwisu AlgaeBase (stan wiosną 2014 r.) systematyka (wraz z liczbą gatunków o potwierdzonym statusie) złotowiciowców przedstawia się następująco:
- cesarstwo: Eucaryota
  - królestwo: Chromista
    -       - typ (gromada): Ochrophyta
        - gromada (klasa): Chrysophyceae
          - rząd: Chromulinales (445)
          - rząd: Hibberdiales (47)
          - rząd: Hydrurales (5)
          - rząd: Thallochrysidales (3)

oraz rodzina incertae sedis Chrysosaccaceae (2 gatunki) i 10 gatunków incertae sedis.
W dawniejszych systemach do złotowiciowców zaliczano nieco odmienny zakres organizmów. W systemie Englera złotowiciowce miały rangę rzędu Chrysomonadales. Zaliczano do niego m.in. przedstawicieli później wyodrębnionych Coccolithophyceae czy Synurophyceae. Podobnie traktowano przedstawicieli późniejszych Dictyochophyceae. W drugiej połowie XX w. do złotowiciowców zaliczano ok. 1000 znanych wówczas gatunków, w tym również m.in. Silicoflagellatae czy Coccolithophorineae. Ze względu na zróżnicowanie przypuszczano, że tak ujmowana grupa nie jest jednorodna.